# 咸宁东站
咸宁东站，位于中华人民共和国湖北省咸宁市咸安区十六潭路，是武咸城际铁路上的火车站，于2013年12月28日启用营运，武汉铁路局管辖。

## 歷史
- 2013年12月28日通车启用。

## 外部連結
- 中国铁路客户服务中心（页面存档备份，存于）